# Parigi-Roubaix 1968
La Parigi-Roubaix 1968, sessantaseiesima edizione della corsa, fu disputata il 7 aprile 1968, per un percorso totale di 262 km. Fu vinta dal belga Eddy Merckx, giunto al traguardo con il tempo di 7h09'26" alla media di 36,606 km/h davanti ai connazionali Herman Van Springel e Walter Godefroot.
Presero il via da Chantilly 136 ciclisti, 44 di essi tagliarono il traguardo a Roubaix.

## Ordine d'arrivo (Top 10)
| Pos. | Corridore           | Squadra      | Tempo   |
| ---- | ------------------- | ------------ | ------- |
| 1    | Eddy Merckx         | Faema        | 7h09'26 |
| 2    | Herman Van Springel | Mann-Grundig | s.t.    |
| 3    | Walter Godefroot    | Flandria     | a 1'37" |
| 4    | Edward Sels         | Bic          | a 3'11" |
| 5    | Victor Van Schil    | Faema        | s.t.    |
| 6    | Raymond Poulidor    | Mercier-BP   | a 5'05" |
| 7    | Henk Nijdam         | Peugeot-BP   | a 7'46" |
| 8    | Jan Janssen         | Pelforth     | a 8'03" |
| 9    | Guido Reybrouck     | Faema        | s.t.    |
| 10   | Frans Melckenbeeck  | Pull Over    | s.t.    |